# Äänekoski
Äänekoski é um município da Finlândia.
Está localizado na província da Finlândia Ocidental, e faz parte da sub-região da Finlândia Central. Tem limites com as cidades de Kannonkoski, Konnevesi, Laukaa, Saarijärvi, Uurainen, Vesanto e Viitasaari. A cidade tem uma população de 20 218 habitantes (estimativas de março de 2010), e abrange uma área de 1.138,51 km², dos quais 253,84 km² é constituído por água. A densidade populacional é de 22,84 hab/km².

## Cidades irmãs
As cidades irmãs de Äänekoski, a seguir:
- Örnsköldsvik, Suécia
- Brande, Dinamarca
- Sigdal, Noruega
- Alushta, Ucrânia
- Borovichi, Rússia
- Sestroretsk, Rússia
- Niamey, Níger